# Musaceae
Musacées
Famille
Répartition géographique
Les Musaceae, ou Musacées, sont une famille de plantes à fleurs des régions tropicales d'Asie, d'Afrique, de Madagascar et d'Australie, naturalisée en Amérique centrale. Ce sont généralement de très grandes plantes herbacées munies d'un pseudo-tronc constitué à partir de la base massive des feuilles.
En 2016, la famille des musacées dénombrait pas moins de 91 espèces réparties en 3 genres. C'est la famille des bananiers (genre Musa) produisant les bananes et bananes plantain.

## Fossiles
Les fossiles (13 selon PaleoDB) sont du Santonien au présent.

## Étymologie
Le nom vient du genre-type Musa de Antonius Musa 63 –  14 av. J.-C., médecin de l’empereur romain Auguste.

## Genres
Selon World Checklist of Selected Plant Families (WCSP) (22 avr. 2010) et Angiosperm Phylogeny Website (17 mai 2010) :
- genre Ensete  Bruce ex Horan. (1862)
- genre Musa  L. (1753)

Selon DELTA Angio (22 avr. 2010) et ITIS (22 avr. 2010) :
- genre Ensete  Horan.
- genre Musa  L.
- genre Ravenala  Adans.

Selon NCBI (4 août 2010),
- genre Ensete  Horan.
- genre Musa  L.
- genre Musella  Wu ex H.W.Li

## Liste des espèces
Selon World Checklist of Selected Plant Families (WCSP) (25 février 2012) :
- genre Ensete  Bruce ex Horan. (1862)
  - Ensete glaucum  (Roxb.) Cheesman (1947 publ. 1948)
  - Ensete homblei  (Bequaert ex De Wild.) Cheesman (1947 publ. 1948)
  - Ensete lasiocarpum  (Franch.) Cheesman (1947 publ. 1948)
  - Ensete livingstonianum  (J.Kirk) Cheesman (1947 publ. 1948)
  - Ensete perrieri  (Claverie) Cheesman (1947 publ. 1948)
  - Ensete superbum  (Roxb.) Cheesman (1947 publ. 1948)
  - Ensete ventricosum  (Welw.) Cheesman (1947 publ. 1948)
  - Ensete wilsonii  (Tutcher) Cheesman (1947 publ. 1948)

- genre Musa  L. (1753)
  - Musa acuminata Colla (1820)
    - Musa acuminata subsp. acuminata
    - Musa acuminata subsp. burmanica N.W.Simmonds (1956 publ. 1957)
    - Musa acuminata var. chinensis Häkkinen & H.Wang (2007)
    - Musa acuminata subsp. errans (Blanco) R.V.Valmayor (2001)
    - Musa acuminata subsp. halabanensis (Meijer) M.Hotta (1989)
    - Musa acuminata subsp. malaccensis (Ridl.) N.W.Simmonds (1956 publ. 1957)
    - Musa acuminata subsp. microcarpa (Becc.) N.W.Simmonds (1956 publ. 1957)
    - Musa acuminata subsp. siamea N.W.Simmonds, Kew Bull. 11: 466 (1956 publ. 1957)
    - Musa acuminata var. sumatrana (Becc.) Nasution (1991)
    - Musa acuminata var. tomentosa (Warb. ex K.Schum.) Nasution (1991)
    - Musa acuminata subsp. truncata (Ridl.) Kiew (2001)

  - Musa ×alinsanaya R.V.Valmayor (2004)
  - Musa arfakiana Argent, (2010).
  - Musa aurantiaca  G.Mann ex Baker (1893)
  - Musa azizii  Häkkinen (2005)
  - Musa balbisiana Colla (1820)
    - Musa balbisiana var. andamanica D.B.Singh & al.(1998)
    - Musa balbisiana var. bakeri (Hook.f.) Häkkinen (2010)
    - Musa balbisiana var. balbisiana
    - Musa balbisiana var. brachycarpa (Backer) Häkkinen (2008)
    - Musa balbisiana var. dechangensis (J.L.Liu & M.G.Liu) Häkkinen (2011)
    - Musa balbisiana var. liukiuensis (Matsum.) Häkkinen (2008)

  - Musa banksii  F.Muell. (1864)
  - Musa barioensis  Häkkinen (2006)
  - Musa basjoo  Siebold & Zucc. ex Iinuma, (1874)
    - Musa basjoo var. basjoo
    - Musa basjoo var. formosana (Warb.) S.S.Ying (1985)
    - Musa basjoo var. lushanensis (J.L.Liu) Häkkinen (2011)
    - Musa basjoo var. luteola (J.L.Liu) Häkkinen (2011)

  - Musa bauensis  Häkkinen & Meekiong (2004)
  - Musa beccarii  N.W.Simmonds (1960)
  - Musa boman  Argent (1976)
  - Musa borneensis  Becc. (1902)
    - Musa borneensis var. alutacea Häkkinen & Meekiong (2005)
    - Musa borneensis var. borneensis
    - Musa borneensis var. flavida (M.Hotta) Häkkinen & Meekiong (2005)
    - Musa borneensis var. lutea Häkkinen & Meekiong (2005)
    - Musa borneensis var. phoenicea Häkkinen & Meekiong (2005)
    - Musa borneensis var. sarawakensis Häkkinen & Meekiong (2005)

  - Musa bukensis  Argent (1976)
  - Musa campestris  Becc. (1902)
    - Musa campestris var. campestris
    - Musa campestris var. lawasensis Häkkinen (2003)
    - Musa campestris var. limbangensis Häkkinen (2003)
    - Musa campestris var. miriensis Häkkinen (2003)
    - Musa campestris var. sabahensis Häkkinen (2003)
    - Musa campestris var. sarawakensis Häkkinen (2003)

  - Musa celebica  Warb. ex K.Schum. (1900)
  - Musa cheesmanii  N.W.Simmonds (1956 publ. 1957)
  - Musa coccinea  Andrews (1799)
  - Musa exotica  R.V.Valmayor (2004)
  - Musa fitzalanii  F.Muell. (1875)
  - Musa gracilis  Holttum (1950)
  - Musa griersonii  Noltie (1994)
  - Musa hirta  Becc. (1902)
  - Musa ingens  N.W.Simmonds (1960)
  - Musa insularimontana  Hayata (1913)
  - Musa itinerans  Cheesman (1949)
    - Musa itinerans var. annamica (R.V.Valmayor, L.D.Danh & Häkkinen) Häkkinen (2008)
    - Musa itinerans var. chinensis Häkkinen (2008)
    - Musa itinerans var. formosana (Warb.) Häkkinen & C.L.Yeh (2010)
    - Musa itinerans var. guangdongensis Häkkinen (2008)
    - Musa itinerans var. hainanensis Häkkinen & X.J.Ge (2010)
    - Musa itinerans var. itinerans
    - Musa itinerans var. lechangensis Häkkinen (2008)
    - Musa itinerans var. xishuangbannaensis Häkkinen (2008)

  - Musa jackeyi  W.Hill (1874)
  - Musa johnsii  Argent (2001)
  - Musa juwiniana Meekiong, Ipor & Tawan, (2008).
  - Musa kattuvazhana  K.C.Jacob (1952)
  - Musa lanceolata  Warb. ex K.Schum. (1900)
  - Musa laterita  Cheesman (1949)
  - Musa lawitiensis Nasution & Supard. (1998)
    - Musa lawitiensis var. kapitensis Häkkinen (2006)
    - Musa lawitiensis var. lawitiensis
    - Musa lawitiensis var. sarawakensis Häkkinen (2006)
    - Musa lawitiensis var. suratii (Argent) Häkkinen (2006)

  - Musa lokok  Geri & Ng (2005)
  - Musa lolodensis  Cheesman (1950)
  - Musa lutea  R.V.Valmayor, L.D.Danh & Häkkinen (2004)
  - Musa maclayi  F.Muell. ex Mikl.-Maclay (1885)
    - Musa maclayi subsp. ailuluai Argent (1976)
    - Musa maclayi var. erecta (N.W.Simmonds) Argent (1976)
    - Musa maclayi subsp. maclayi
    - Musa maclayi var. namatani Argent (1976)

  - Musa mannii  H.Wendl. ex Baker (1892)
  - Musa monticola  M.Hotta ex Argent (2000)
  - Musa muluensis  M.Hotta (1967)
  - Musa nagensium  Prain, (1904)
    - Musa nagensium var. hongii Häkkinen (2008)
    - Musa nagensium var. nagensium

  - Musa ochracea  K.Sheph. (1964)
  - Musa ornata  Roxb. (1824)
  - Musa paracoccinea  A.Z.Liu & D.Z.Li (2002)
  - Musa ×paradisiaca L. (1753)
  - Musa peekelii  Lauterb. (1913)
    - Musa peekelii subsp. angustigemma (N.W.Simmonds) Argent (1976)
    - Musa peekelii subsp. peekelii

  - Musa rosea  Baker (1893)
  - Musa rubinea  Häkkinen & C.H.Teo (2008)
  - Musa rubra  Wall. ex Kurz (1866)
  - Musa sakaiana  Meekiong, Ipor & Tawan (2005)
  - Musa salaccensis  Zoll. ex Backer (1924)
  - Musa sanguinea  Hook.f. (1872)
  - Musa schizocarpa  N.W.Simmonds (1956 publ. 1957)
  - Musa seminifera Lour., (1790), no type material known.
  - Musa shankarii Subba Rao & Kumari, (2008).
  - Musa siamensis  Häkkinen & Rich.H.Wallace (2007)
  - Musa sikkimensis  Kurz, (1878)
  - Musa splendida  A.Chev. (1934)
  - Musa textilis  Née (1801)
  - Musa thomsonii  (King ex Baker) A.M.Cowan & Cowan (1929)
  - Musa tonkinensis  R.V.Valmayor, L.D.Danh & Häkkinen (2005)
  - Musa troglodytarum  L. (1763)
  - Musa tuberculata  M.Hotta (1967)
  - Musa velutina  H.Wendl. & Drude (1875)
  - Musa violascens  Ridl., (1893)
  - Musa viridis  R.V.Valmayor, L.D.Danh & Häkkinen (2004)
  - Musa voonii  Häkkinen (2004)
  - Musa yamiensis C.L.Yeh & J.H.Chen, (2008).
  - Musa yunnanensis  Häkkinen & H.Wang (2007)
    - Musa yunnanensis var. caii Häkkinen & H.Wang (2009)
    - Musa yunnanensis var. jingdongensis Häkkinen & H.Wang (2009)
    - Musa yunnanensis var. yongpingensis Häkkinen & H.Wang (2009)
    - Musa yunnanensis var. yunnanensis

  - Musa zaifui Häkkinen & H.Wang, (2008).

Selon NCBI (22 avr. 2010) :
- genre Ensete
  - Ensete gilletii
  - Ensete glaucum
  - Ensete homblei
  - Ensete superbum
  - Ensete ventricosum

- genre Musa
  - groupe Australimusa
    - Musa 'Fehi'
    - Musa jackeyi
    - Musa maclayi
    - Musa monticola
    - Musa peekelii
    - Musa textilis

  - groupe Callimusa
    - Musa barioensis
    - Musa beccarii
    - Musa borneensis
    - Musa campestris
    - Musa coccinea
    - Musa exotica
    - Musa gracilis
    - Musa hirta
    - Musa paracoccinea
    - Musa salaccensis
    - Musa violascens

  - groupe Eumusa
    - Musa acuminata
    - Musa balbisiana
    - Musa banksii
    - Musa basjoo
    - Musa formosana
    - Musa itinerans
    - Musa nagensium
    - Musa rosacea
    - Musa schizocarpa
    - Musa tonkinensis
    - Musa ×paradisiaca
      - Musa AAAB Group
      - Musa AAB Group
      - Musa AABB Group
      - Musa AB Group
      - Musa ABB Group
      - Musa ABBB Group

    - Musa yunnanensis

  - groupe Ingentimusa
    - Musa ingens

  - groupe Rhodochlamys
    - Musa aurantiaca
    - Musa chunii
    - Musa laterita
    - Musa lutea
    - Musa mannii
    - Musa ornata
    - Musa rosea
    - Musa rubinea
    - Musa rubra
    - Musa sanguinea
    - Musa siamensis
    - Musa splendida
    - Musa velutina
    - Musa viridis
    - Musa zaifui

  - groupe unplaced Musa
    - Musa balbisiana × Musa textilis
    - Musa hybrid cultivar
    - Musa textilis × Musa ABB Group
- genre Musella
  - Musella lasiocarpa

## Espèces aux noms obsolètes et leurs taxons de référence
Selon World Checklist of Selected Plant Families (WCSP) (25 février 2012) :
- - Ensete agharkarii (Chakravorti) Hore, B.D.Sharma & G.Pandey, (1992). = Ensete glaucum (Roxb.) Cheesman, (1947 publ. 1948).
  - Ensete arnoldianum (De Wild.) Cheesman, (1947 publ. 1948) = Ensete ventricosum (Welw.) Cheesman, (1947 publ. 1948)
  - Ensete bagshawei (Rendle & Greves) Cheesman, (1947 publ. 1948) = Ensete ventricosum (Welw.) Cheesman, (1947 publ. 1948)
  - Ensete buchananii (Baker) Cheesman, (1947 publ. 1948) = Ensete ventricosum (Welw.) Cheesman, (1947 publ. 1948)
  - Ensete calospermum (F.Muell.) Cheesman, (1947 publ. 1948). = Ensete glaucum (Roxb.) Cheesman, (1947 publ. 1948).
  - Ensete davyae (Stapf) Cheesman, (1947 publ. 1948) = Ensete ventricosum (Welw.) Cheesman, (1947 publ. 1948)
  - Ensete edule Bruce ex Horan., (1862) = Ensete ventricosum (Welw.) Cheesman, (1947 publ. 1948)
  - Ensete elephantorum (K.Schum. & Warb.) Cheesman, (1947 publ. 1948) = Ensete livingstonianum (J.Kirk) Cheesman, (1947 publ. 1948)
  - Ensete fecundum (Stapf) Cheesman, (1947 publ. 1948) = Ensete ventricosum (Welw.) Cheesman, (1947 publ. 1948)
  - Ensete giganteum (Kuntze) Nakai, (1948). = Ensete glaucum (Roxb.) Cheesman, (1947 publ. 1948)
  - Ensete gilletii (De Wild.) Cheesman, (1947 publ. 1948) = Ensete livingstonianum (J.Kirk) Cheesman, (1947 publ. 1948)
  - Ensete holstii (K.Schum.) Cheesman, (1947 publ. 1948) = Ensete ventricosum (Welw.) Cheesman, (1947 publ. 1948)
  - Ensete laurentii (De Wild.) Cheesman, (1947 publ. 1948) = Ensete ventricosum (Welw.) Cheesman, (1947 publ. 1948)
  - Ensete proboscideum (Oliv.) Cheesman, (1947 publ. 1948) = Ensete ventricosum (Welw.) Cheesman, (1947 publ. 1948)
  - Ensete religiosum Cheesman, (1947 publ. 1948), nom. inval. = Ensete livingstonianum (J.Kirk) Cheesman, (1947 publ. 1948)
  - Ensete ruandense (De Wild.) Cheesman, (1947 publ. 1948) = Ensete ventricosum (Welw.) Cheesman, (1947 publ. 1948)
  - Ensete rubronervatum (De Wild.) Cheesman, (1947 publ. 1948) = Ensete ventricosum (Welw.) Cheesman, (1947 publ. 1948)
  - Ensete schweinfurthii (K.Schum. & Warb.) Cheesman, (1947 publ. 1948) = Ensete ventricosum (Welw.) Cheesman, (1947 publ. 1948)
  - Ensete ulugurense (Warb. & Moritz) Cheesman, (1947 publ. 1948) = Ensete ventricosum (Welw.) Cheesman, (1947 publ. 1948)
  - Ensete ventricosum var. montbeliardii (Bois) Cufod., (1972) = Ensete ventricosum (Welw.) Cheesman, (1947 publ. 1948)

- - Musa abaca Perr., (1825), nom. subnud. = Musa textilis  Née (1801)
  - Musa acuminata var. alasensis Nasution, (1991) = Musa acuminata subsp. acuminata
  - Musa acuminata subsp. banksii (F.Muell.) N.W.Simmonds, (1956 publ. 1957)
  - Musa acuminata var. bantamensis Nasution, (1991) = Musa acuminata subsp. acuminata
  - Musa acuminata var. breviformis Nasution, (1991) = Musa acuminata subsp. acuminata
  - Musa acuminata var. burmannicoides De Langhe, (1960) = Musa acuminata subsp. burmanica N.W.Simmonds  (1956 publ. 1957)
  - Musa acuminata var. cerifera (Backer) Nasution, (1991) = Musa acuminata subsp. acuminata
  - Musa acuminata var. flava (Ridl.) Nasution, (1991) = Musa acuminata subsp. malaccensis (Ridl.) N.W.Simmonds (1956 publ. 1957)
  - Musa acuminata var. halabanensis (Meijer) Nasution, (1991) = Musa acuminata subsp. halabanensis (Meijer) M.Hotta (1989)
  - Musa acuminata var. longipetiolata Nasution, (1991) = Musa acuminata subsp. acuminata
  - Musa acuminata var. malaccensis (Ridl.) Nasution, (1991) = Musa acuminata subsp. malaccensis (Ridl.) N.W.Simmonds (1956 publ. 1957)
  - Musa acuminata var. microcarpa (Becc.) Nasution, (1991) Musa acuminata subsp. microcarpa (Becc.) N.W.Simmonds (1956 publ. 1957)
  - Musa acuminata var. nakaii Nasution, (1991) = Musa acuminata subsp. acuminata
  - Musa acuminata subsp. rubrobracteata M.Hotta, (1989), nom. inval. = Musa acuminata subsp. acuminata
  - Musa acuminata var. rutilipes (Backer) Nasution, (1991) = Musa acuminata subsp. acuminata
  - Musa acuminata var. violacea Kurz, (1867) = Musa acuminata subsp. acuminata
  - Musa acuminata var. zebrina (Van Houtte ex Planch.) Nasution, (1993) = Musa acuminata subsp. acuminata
  - Musa ×acutibracteata M.Hotta, (1964) = Musa ×paradisiaca L., (1753)
  - Musa agharkarii Chakravorti, (1948) = Ensete glaucum  (Roxb.) Cheesman (1947 publ. 1948)
  - Musa ×alphurica Miq., (1859), nom. superfl. = Musa ×paradisiaca L., (1753)
  - Musa amboinensis Miq., (1859) = Musa textilis  Née (1801)
  - Musa angcorensis Gagnep., (1907) = Musa rosea  Baker (1893)
  - Musa angustigemma N.W.Simmonds, (1953 publ. 1954) = Musa peekelii subsp. angustigemma (N.W.Simmonds) Argent (1976)
  - Musa ×aphurica Rumph. ex Sagot, (1887) = Musa ×paradisiaca L., (1753)
  - Musa ×arakanensis F.W.Ripley ex Blechynden, (1856), nom. nud. = Musa ×paradisiaca L., (1753)
  - Musa arnoldiana De Wild., (1901) = Ensete ventricosum  (Welw.) Cheesman (1947 publ. 1948)
  - Musa assamica W.Bull, (1871) = Musa sanguinea  Hook.f. (1872)
  - Musa ×bacoba Rottb., (1776) = Musa ×paradisiaca L., (1753)
  - Musa bagshawei Rendle & Greves, (1910) = Ensete ventricosum  (Welw.) Cheesman (1947 publ. 1948)
  - Musa bakeri Hook.f., (1898) = Musa balbisiana var. bakeri (Hook.f.) Häkkinen (2010)
  - Musa balbisiana var. vittata (W.Ackm. ex Rodigas) M.R.Almeida  (2009)  = Musa ×paradisiaca L., (1753)
  - Musa banksiana Kurz, (1878), orth. var. = Musa banksii  F.Muell. (1864)
  - Musa banksii var. muelleriana Domin, (1915) = Musa banksii  F.Muell. (1864)
  - Musa banksii var. samoensis Cheeseman, (1948) = Musa banksii  F.Muell. (1864)
  - Musa banksii var. singampatti, (1952) =  Musa thomsonii  (King ex Baker) A.M.Cowan & Cowan (1929)
  - Musa basjoo var. formosana (Warb.) S.S.Ying, (1985) = Musa itinerans var. formosana (Warb.) Häkkinen & C.L.Yeh (2010)
  - Musa ×berteroi Colla, (1820) = Musa ×paradisiaca L., (1753)
  - Musa ×bidigitalis De Wild., (1920) = Musa ×paradisiaca L., (1753)
  - Musa bihai L. (1753) = Heliconia bihai  (L.) L. (1771)
  - Musa brachycarpa Backer, (1924) = Musa balbisiana var. brachycarpa (Backer) Häkkinen (2008)
  - Musa brieyi De Wild., (1920) = Musa acuminata subsp. acuminata
  - Musa buchananii Baker, (1893) = Ensete ventricosum  (Welw.) Cheesman (1947 publ. 1948)
  - Musa calosperma F.Muell., (1885), nom. provis. = Ensete glaucum  (Roxb.) Cheesman (1947 publ. 1948)
  - Musa cavendishii Lamb., (1837) = Musa acuminata subsp. acuminata
  - Musa cavendishii var. hawaiiensis N.G.Teodoro, (1915) = Musa acuminata subsp. acuminata
  - Musa cavendishii var. pumila N.G.Teodoro, (1915) = Musa acuminata subsp. acuminata
  - Musa cerifera (Backer) Nakai, (1948) = Musa acuminata subsp. acuminata
  - Musa ×champa Baker (1892) = Musa ×paradisiaca L., (1753)
  - Musa ×chapara Perr., (1825) = Musa ×paradisiaca L., (1753)
  - Musa charlioi W.Hill, (1874), nom. inval. = Musa banksii  F.Muell. (1864)
  - Musa ×carolinae Sterler, (1821), nom. nud. = Musa ×paradisiaca L., (1753)
  - Musa chevalieri Gagnep., (1908) = Ensete livingstonianum  (J.Kirk) Cheesman (1947 publ. 1948)
  - Musa ×chiliocarpa Backer ex K.Heyne, (1922) = Musa ×paradisiaca L., (1753)
  - Musa chinensis Sweet, (1830), nom. nud. = Musa acuminata subsp. acuminata
  - Musa ×consociata Nakai, (1948), no latin descr. = Musa ×paradisiaca L., (1753)
  - Musa ×corbieri A.Chev., (1934) = Musa ×paradisiaca L., (1753)
  - Musa ×corniculata Lour., (1790) = Musa ×paradisiaca L., (1753)
  - Musa ×dacca Horan., (1862) = Musa ×paradisiaca L., (1753)
  - Musa dasycarpa Kurz, (1867), nom. rej. prop. = Musa velutina  H.Wendl. & Drude (1875)
  - Musa davyae Stapf, (1913) = Ensete ventricosum  (Welw.) Cheesman (1947 publ. 1948)
  - Musa dechangensis J.L.Liu & M.G.Liu, (1987) = Musa ×paradisiaca L., (1753)
  - Musa ×decrescens De Briey ex De Wild., (1920) = Musa ×paradisiaca L., (1753)
  - Musa ×decrescens var. pembuki De Briey ex De Wild., (1920) = Musa ×paradisiaca L., (1753)
  - Musa ×decrescens var. rubromaculata De Briey ex De Wild., (1920) = Musa ×paradisiaca L., (1753)
  - Musa ×decrescens var. viridis De Briey ex De Wild., (1920) = Musa ×paradisiaca L., (1753)
  - Musa ×discolor Planch., (1858) = Musa ×paradisiaca L., (1753)
  - Musa ×dulcissima Nakai, (1948), no latin descr. = Musa ×paradisiaca L., (1753)
  - Musa elata Nakai, (1948), no latin descr. = Musa balbisiana var. balbisiana
  - Musa elephantorum K.Schum. & Warb. (1900) = Ensete livingstonianum  (J.Kirk) Cheesman (1947 publ. 1948)
  - Musa ×emasculata De Briey ex De Wild., (1920) = Musa ×paradisiaca L., (1753)
  - Musa ×emasculata var. kiala De Briey ex De Wild., (1920)  = Musa ×paradisiaca L., (1753)
  - Musa ×emasculata var. kimbende De Briey ex De Wild., (1920) = Musa ×paradisiaca L., (1753)
  - Musa ×emasculata var. lomba De Briey ex De Wild., (1920) = Musa ×paradisiaca L., (1753)
  - Musa ×emasculata var. zengani De Briey ex De Wild., (1920) = Musa ×paradisiaca L., (1753) **Musa ensete J.F.Gmel., (1791).
  - Musa ensete var. montbeliardii Bois, (1931) = Ensete ventricosum  (Welw.) Cheesman (1947 publ. 1948)
  - Musa erecta N.W.Simmonds, (1954) = Musa maclayi var. erecta (N.W.Simmonds) Argent (1976)
  - Musa errans (Blanco) N.G.Teodoro, (1915 publ. 1916) = Musa acuminata subsp. errans (Blanco) R.V.Valmayor (2001)
  - Musa errans var. botoan N.G.Teodoro, (1915)= Musa acuminata subsp. errans (Blanco) R.V.Valmayor (2001)
  - Musa fecunda Stapf, (1906) = Ensete ventricosum  (Welw.) Cheesman (1947 publ. 1948)
  - Musa fehi Bertero ex Vieill., (1861) = Musa troglodytarum  L. (1763)
  - Musa flava Ridl., (1893) = Musa acuminata subsp. malaccensis (Ridl.) N.W.Simmonds (1956 publ. 1957)
  - Musa flavida M.Hotta, (1967) = Musa borneensis var. flavida (M.Hotta) Häkkinen & Meekiong (2005)
  - Musa flaviflora N.W.Simmonds, (1956 publ. 1957) = Musa thomsonii  (King ex Baker) A.M.Cowan & Cowan (1929)
  - Musa formosana (Warb.) Hayata, (1917) = Musa itinerans var. formosana (Warb.) Häkkinen & C.L.Yeh (2010)
  - Musa ×georgiana Rich.H.Wallace, (2009) = Unplaced Name
  - Musa gigantea Kuntze, (1891) = Ensete glaucum  (Roxb.) Cheesman (1947 publ. 1948)
  - Musa gilletii De Wild., (1900) = Ensete livingstonianum  (J.Kirk) Cheesman (1947 publ. 1948)
  - Musa glauca Roxb., (1820) = Ensete glaucum  (Roxb.) Cheesman (1947 publ. 1948)
  - Musa halabanensis Meijer, (1961) = Musa acuminata subsp. halabanensis (Meijer) M.Hotta (1989)
  - Musa hillii F.Muell., (1875)= = Musa jackeyi  W.Hill (1874)
  - Musa holstii K.Schum., (1904) = Ensete ventricosum  (Welw.) Cheesman (1947 publ. 1948)
  - Musa homblei Bequaert ex De Wild., (1912) = Ensete homblei  (Bequaert ex De Wild.) Cheesman (1947 publ. 1948)
  - Musa hookeri (King ex Baker) A.M.Cowan & Cowan, (1929)= Musa sikkimensis  Kurz, (1878)
  - Musa ×humilis Perr., (1825), nom. illeg. = Musa ×paradisiaca L., (1753)
  - Musa humilis Aubl., (1775), nom. rej. = Heliconia psittacorum L.f. (1782)
  - Musa ×ingrata Nakai, (1948), no latin descr. = Musa ×paradisiaca L., (1753)
  - Musa itinerans subsp. annamica R.V.Valmayor, L.D.Danh & Häkkinen, (2005).
  - Musa ×jaheri Nakai, (1948), no latin descr. = Musa ×paradisiaca L., (1753)
  - Musa japonica Thibaud & Keteleer, (1889), no diagnostic descr. = Musa basjoo var. basjoo
  - Musa javanica Nakai, (1948), no latin descr. = Musa acuminata subsp. acuminata
  - Musa kaguna Chiov., (1935) = Ensete ventricosum  (Welw.) Cheesman (1947 publ. 1948)
  - Musa ×kewensis Baker, (1895) = Unplaced Name
  - Musa lasiocarpa Franch., (1889) = Ensete lasiocarpum  (Franch.) Cheesman (1947 publ. 1948)
  - Musa laurentii De Wild., (1907) = Ensete ventricosum  (Welw.) Cheesman (1947 publ. 1948)
  - Musa liukiuensis (Matsum.) Makino ex Kuroiwa, (1900) = Musa balbisiana var. liukiuensis (Matsum.) Häkkinen (2008)
  - Musa livingstoniana J.Kirk, (1865) = Ensete livingstonianum  (J.Kirk) Cheesman (1947 publ. 1948)
  - Musa lushanensis J.L.Liu, (1989) = Musa basjoo var. lushanensis (J.L.Liu) Häkkinen (2011)
  - Musa luteola J.L.Liu, (1990) = Musa basjoo var. luteola (J.L.Liu) Häkkinen (2011)
  - Musa ×maculata Jacq., (1804) = Musa ×paradisiaca L., (1753)
  - Musa malaccensis Ridl., (1911)) = Musa acuminata subsp. malaccensis (Ridl.) N.W.Simmonds (1956 publ. 1957)
  - Musa malaccensis Ridl., (1893) = Musa acuminata subsp. malaccensis (Ridl.) N.W.Simmonds (1956 publ. 1957)
  - Musa martini Van Geert, (1892) = Musa balbisiana var. balbisiana
  - Musa martretiana A.Chev., (1934)) = Ensete ventricosum  (Welw.) Cheesman (1947 publ. 1948)
  - Musa ×megalocarpa Nakai, (1948), no latin descr. = Musa ×paradisiaca L., (1753)
  - Musa ×mensaria Moench, (1794), nom. superfl. = Musa ×paradisiaca L., (1753)
  - Musa mexicana Matuda, (1950) = Musa ornata  Roxb. (1824)
  - Musa microcarpa Becc., (1902) = Musa acuminata subsp. microcarpa (Becc.) N.W.Simmonds (1956 publ. 1957)
  - Musa mindanaensis Miq., (1859) = Musa textilis  Née (1801)
  - Musa minor Nakai, (1948), no latin descr. = Musa acuminata subsp. acuminata
  - Musa ×mirabilis Nakai, (1948), no latin descr. = Musa ×paradisiaca L., (1753)
  - Musa nana Lour., (1790), no type material known. = Unplaced Name
  - Musa nepalensis Wall. (1824) = Ensete glaucum  (Roxb.) Cheesman (1947 publ. 1948)
  - Musa ×nigra Perr., (1825) = Musa ×paradisiaca L., (1753)
  - Musa ×odorata Lour., (1790) = Musa ×paradisiaca L., (1753)
  - Musa ×oleracea Vieill., (1861), no diagnostic descr.) = Musa ×paradisiaca L., (1753)
  - Musa ×pallida Nakai, (1948), no latin descr. = Musa ×paradisiaca L., (1753)
  - Musa × paradisiaca var. acicularis G.Forst., (1786) = Musa ×paradisiaca L., (1753)
  - Musa × paradisiaca var. bende De Briey ex De Wild., (1920) = Musa ×paradisiaca L., (1753)
  - Musa × paradisiaca var. bilul De Briey ex De Wild., (1920) = Musa ×paradisiaca L., (1753)
  - Musa × paradisiaca var. champa (Baker) K.Schum. (1900) = Musa ×paradisiaca L., (1753)
  - Musa × paradisiaca var. cinerea Blanco, (1837) = Musa ×paradisiaca L., (1753)
  - Musa × paradisiaca var. coarctata G.Forst., (1786) = Musa ×paradisiaca L., (1753)
  - Musa × paradisiaca var. compressa Blanco, (1837) = Musa ×paradisiaca L., (1753)
  - Musa × paradisiaca var. coriacea G.Forst., (1786) = Musa ×paradisiaca L., (1753)
  - Musa × paradisiaca var. corniculata G.Forst., (1786) = Musa ×paradisiaca L., (1753)
  - Musa × paradisiaca var. dacca (Horan.) K.Schum. (1900) = Musa ×paradisiaca L., (1753)
  - Musa × paradisiaca f. dongila De Briey ex De Wild., (1920) = Musa ×paradisiaca L., (1753)
  - Musa × paradisiaca var. dorsata G.Forst., (1786) = Musa troglodytarum  L. (1763)
  - Musa × paradisiaca var. dubia King ex K.Schum. (1900) = Musa griersonii  Noltie (1994)
  - Musa × paradisiaca var. exsicca G.Forst., (1786)= Musa ×paradisiaca L., (1753)
  - Musa × paradisiaca var. fatua G.Forst., (1786)= Musa ×paradisiaca L., (1753)
  - Musa × paradisiaca var. formosana Warb. (1900) = Musa itinerans var. formosana (Warb.) Häkkinen & C.L.Yeh, (2010).
  - Musa × paradisiaca f. funu-nua De Briey ex De Wild., (1920)= Musa ×paradisiaca L., (1753)
  - Musa × paradisiaca var. glaberrima Blanco, (1837)= Musa ×paradisiaca L., (1753)
  - Musa × paradisiaca var. glauca Blanco, (1837)= Musa ×paradisiaca L., (1753)
  - Musa × paradisiaca var. granulosa G.Forst., (1786)= Musa balbisiana var. balbisiana
  - Musa × paradisiaca var. hookeri (King ex Baker) K.Schum. (1900)= Musa sikkimensis  Kurz, (1878)
  - Musa × paradisiaca f. kilola De Briey ex De Wild., (1920)= Musa ×paradisiaca L., (1753)
  - Musa × paradisiaca var. kitebbe De Briey ex De Wild., (1920)= Musa ×paradisiaca L., (1753)
  - Musa × paradisiaca var. lacatan Blanco, (1837)= Musa ×paradisiaca L., (1753)
  - Musa × paradisiaca var. longa Blanco, (1837)= Musa ×paradisiaca L., (1753)
  - Musa × paradisiaca var. lunaris G.Forst., (1786)= Musa ×paradisiaca L., (1753)
  - Musa × paradisiaca var. magna Blanco, (1837)= Musa ×paradisiaca L., (1753)
  - Musa × paradisiaca var. martabarica (Baker) K.Schum. (1900)= Musa ×paradisiaca L., (1753)
  - Musa × paradisiaca var. maxima Blanco, (1837)= Musa ×paradisiaca L., (1753)
  - Musa × paradisiaca var. mensaria (Baker) K.Schum. (1900)= Musa ×paradisiaca L., (1753)
  - Musa × paradisiaca var. mensaria G.Forst., Pl. Esc.: 30 (1786)= Musa ×paradisiaca L., (1753)
  - Musa × paradisiaca subsp. normalis Kuntze, (1891), nom. inval. = Musa ×paradisiaca L., (1753)
  - Musa × paradisiaca var. odorata (Lour.) K.Schum. (1900)= Musa ×paradisiaca L., (1753)
  - Musa × paradisiaca var. oleracea (Vieill.) K.Schum. (1900)= Musa ×paradisiaca L., (1753)
  - Musa × paradisiaca var. papillosa G.Forst., (1786)= Musa ×paradisiaca L., (1753)
  - Musa × paradisiaca var. pumila Blanco, (1837), nom. illeg. = Musa acuminata subsp. acuminata
  - Musa × paradisiaca var. pumila G.Forst., (1786)= Musa acuminata subsp. acuminata
  - Musa × paradisiaca var. punctata G.Forst., (1786)= Musa ×paradisiaca L., (1753)
  - Musa × paradisiaca var. purpurascens G.Forst., (1786)= Musa ×paradisiaca L., (1753)
  - Musa × paradisiaca var. regia G.Forst., (1786)= Musa ×paradisiaca L., (1753)
  - Musa × paradisiaca var. rubra (Firminger ex Baker) K.Schum. (1900)= Musa ×paradisiaca L., (1753)
  - Musa × paradisiaca var. sanguinea (Welw. ex Baker) K.Schum. (1900)= Musa ×paradisiaca L., (1753)
  - Musa × paradisiaca subsp. sapientum (L.) Kuntze, (1891)= Musa ×paradisiaca L., (1753)
  - Musa × paradisiaca f. seluka De Briey ex De Wild., (1920)= Musa ×paradisiaca L., (1753)
  - Musa × paradisiaca subsp. seminifera (Lour.) K.Schum. (1900)= Musa seminifera Lour., (1790), no type material known.
  - Musa × paradisiaca var. suaveolens Blanco, (1837)= Musa ×paradisiaca L., (1753)
  - Musa × paradisiaca var. subrubea Blanco, (1837)= Musa ×paradisiaca L., (1753)
  - Musa × paradisiaca var. ternatensis Blanco, (1837)= Musa ×paradisiaca L., (1753)
  - Musa × paradisiaca var. tetragona G.Forst., (1786)= Musa ×paradisiaca L., (1753)
  - Musa × paradisiaca var. thomsonii (King ex Baker) King ex K.Schum. (1900)= Musa thomsonii (King ex Baker) A.M.Cowan & Cowan (1929)
  - Musa × paradisiaca var. tombak Blanco, (1837)= Musa ×paradisiaca L., (1753)
  - Musa × paradisiaca subsp. troglodytarum (L.) K.Schum. (1900) = Musa troglodytarum  L. (1763)
  - Musa × paradisiaca f. tuba De Briey ex De Wild., (1920)= Musa ×paradisiaca L., (1753)
  - Musa × paradisiaca var. ulnaris Blanco, (1837)= Musa ×paradisiaca L., (1753)
  - Musa × paradisiaca var. violacea Blanco, (1837)= Musa ×paradisiaca L., (1753)
  - Musa × paradisiaca var. violacea (Baker) K.Schum. (1900), nom. illeg. = Musa ×paradisiaca L., (1753)
  - Musa × paradisiaca var. viridis De Briey ex De Wild., (1920)= Musa ×paradisiaca L., (1753)
  - Musa × paradisiaca var. vittata (W.Ackm. ex Rodigas) K.Schum. (1900)= Musa ×paradisiaca L., (1753)
  - Musa perrieri Claverie, (1909) = Ensete perrieri  (Claverie) Cheesman (1947 publ. 1948)
  - Musa ×polycarpa Nakai, , no latin descr. = Musa ×paradisiaca L., (1753)
  - Musa ×prematura Nakai, (1948), no latin descr. = Musa ×paradisiaca L., (1753)
  - Musa proboscidea Oliv., (1888) = Ensete ventricosum  (Welw.) Cheesman (1947 publ. 1948)
  - Musa ×protractorachis De Wild., (1920) = Musa ×paradisiaca L., (1753)
  - Musa pruinosa (King ex Baker) Burkill, (1925) = Musa balbisiana var. balbisiana
  - Musa ×purpureotomentosa De Wild., (1920) = Musa ×paradisiaca L., (1753) **Musa rectispica Nakai, (1948), no latin descr. = Musa troglodytarum  L. (1763)
  - Musa religiosa Dyb., (1900) = Ensete livingstonianum  (J.Kirk) Cheesman (1947 publ. 1948)
  - Musa rhinozerotis Kurz, (1878) = Musa acuminata subsp. acuminata
  - Musa rosacea Jacq., (1804), nom. rej. = Musa balbisiana var. balbisiana
  - Musa ruandensis De Wild., (1923) = Ensete ventricosum  (Welw.) Cheesman (1947 publ. 1948)
  - Musa rubronervata De Wild., (1923) = Ensete ventricosum  (Welw.) Cheesman (1947 publ. 1948)
  - Musa rumphiana Kurz, (1878) = Musa acuminata subsp. acuminata
  - Musa ×sapidisiaca K.C.Jacob, (1952), nom. superfl. = Musa ×paradisiaca L., (1753)
  - Musa ×sapientum L., (1759) = Musa ×paradisiaca L., (1753)
  - Musa ×sapientum var. americana N.G.Teodoro, (1915) = Musa ×paradisiaca L., (1753)
  - Musa ×sapientum var. angao Quisumb., (1919) = Musa ×paradisiaca L., (1753)
  - Musa ×sapientum var. baca Quisumb., (1919) = Musa ×paradisiaca L., (1753)
  - Musa ×sapientum var. binutig N.G.Teodoro, (1915) = Musa ×paradisiaca L., (1753)
  - Musa ×sapientum var. canara N.G.Teodoro, (1915) = Musa ×paradisiaca L., (1753)
  - Musa ×sapientum var. canaya Quisumb., (1919) = Musa ×paradisiaca L., (1753)
  - Musa ×sapientum var. champa (Baker) Baker, (1893) = Musa ×paradisiaca L., (1753)
  - Musa ×sapientum var. cinerea (Blanco) N.G.Teodoro, (1915) = Musa ×paradisiaca L., (1753)
  - Musa ×sapientum var. compressa (Blanco) N.G.Teodoro, (1915) = Musa ×paradisiaca L., (1753)
  - Musa ×sapientum var. cubensis N.G.Teodoro, (1915 = Musa ×paradisiaca L., (1753)
  - Musa ×sapientum var. dacca (Horan.) Baker, (1893) = Musa ×paradisiaca L., (1753)
  - Musa ×sapientum var. daryao N.G.Teodoro, (1915) = Musa ×paradisiaca L., (1753)
  - Musa ×sapientum var. dinalaga Quisumb., (1919) = Musa ×paradisiaca L., (1753)
  - Musa ×sapientum var. dool Quisumb., (1919) = Musa ×paradisiaca L., (1753)
  - Musa ×sapientum f. dubia Baker, (1893) = Musa ×paradisiaca L., (1753)
  - Musa ×sapientum var. dubia (Baker) A.M.Cowan & Cowan, (1929) = Musa ×paradisiaca L., (1753)
  - Musa ×sapientum var. eda Quisumb., (1919) = Musa ×paradisiaca L., (1753)
  - Musa ×sapientum var. fieleto De Briey ex De Wild., (1920) = Musa ×paradisiaca L., (1753)
  - Musa ×sapientum var. flabellata Quisumb., (1919) = Musa ×paradisiaca L., (1753)
  - Musa ×sapientum var. galatayan Quisumb., (1919) = Musa ×paradisiaca L., (1753)
  - Musa ×sapientum var. garangao N.G.Teodoro, (1915) = Musa ×paradisiaca L., (1753)
  - Musa ×sapientum var. glaberrima (Blanco) N.G.Teodoro, (1915) = Musa ×paradisiaca L., (1753)
  - Musa ×sapientum var. glauca (Blanco) N.G.Teodoro, (1915) = Musa ×paradisiaca L., (1753)
  - Musa ×sapientum var. grandis N.G.Teodoro, (1915) = Musa ×paradisiaca L., (1753)
  - Musa ×sapientum f. hookeri King ex Baker, (1893)= Musa sikkimensis  Kurz, (1878)
  - Musa ×sapientum var. humilis Merr., (1922) = Musa ×paradisiaca L., (1753)
  - Musa ×sapientum var. inarnibal N.G.Teodoro, (1915) = Musa ×paradisiaca L., (1753)
  - Musa ×sapientum var. kinamay Quisumb., (1919) = Musa ×paradisiaca L., (1753)
  - Musa ×sapientum var. lacatan (Blanco) N.G.Teodoro, (1915) = Musa ×paradisiaca L., (1753)
  - Musa ×sapientum var. liukiuensis Matsum., (1897)= Musa balbisiana var. liukiuensis (Matsum.) Häkkinen, (2008).
  - Musa ×sapientum var. longa (Blanco) N.G.Teodoro, (1915) = Musa ×paradisiaca L., (1753)
  - Musa ×sapientum var. martabarica Baker, (1893) = Musa ×paradisiaca L., (1753)
  - Musa ×sapientum var. mensaria Baker, (1893) = Musa ×paradisiaca L., (1753)
  - Musa ×sapientum var. odorata (Lour.) Baker, (1893) = Musa ×paradisiaca L., (1753)
  - Musa ×sapientum var. oleracea (Vieill.) Baker, (1893), nom. inval. = Musa ×paradisiaca L., (1753)
  - Musa ×sapientum var. padilat Quisumb., (1919) = Musa ×paradisiaca L., (1753)
  - Musa ×sapientum var. pamotion Quisumb., (1919) = Musa ×paradisiaca L., (1753)
  - Musa ×sapientum var. paradisiaca (L.) Baker, (1894), nom. illeg. = Musa ×paradisiaca L., (1753)
  - Musa ×sapientum var. pelipia Quisumb., (1919) = Musa ×paradisiaca L., (1753)
  - Musa ×sapientum var. principe Quisumb., (1919) = Musa ×paradisiaca L., (1753)
  - Musa ×sapientum f. pruinosa King ex Baker, (1893)= Musa balbisiana var. balbisiana
  - Musa ×sapientum var. pruinosa (King ex Baker) A.M.Cowan & Cowan, (1929)= Musa balbisiana var. balbisiana
  - Musa ×sapientum var. pumila (N.G.Teodoro) Merr., (1922)= Musa acuminata subsp. acuminata
  - Musa ×sapientum var. putian Quisumb., (1919) = Musa ×paradisiaca L., (1753)
  - Musa ×sapientum var. raines Quisumb., (1919) = Musa ×paradisiaca L., (1753)
  - Musa ×sapientum var. regia (G.Forst.) Baker, (1893) = Musa ×paradisiaca L., (1753)
  - Musa ×sapientum var. rubra Firminger ex Baker, (1893) = Musa ×paradisiaca L., (1753)
  - Musa ×sapientum var. sanguinea Welw. ex Baker, (1893) = Musa ×paradisiaca L., (1753)
  - Musa ×sapientum var. sarocsoc Quisumb., (1919) = Musa ×paradisiaca L., (1753)
  - Musa ×sapientum var. satama De Briey ex De Wild., (1920) = Musa ×paradisiaca L., (1753)
  - Musa ×sapientum subsp. seminifera (Lour.) Baker, (1893)Musa seminifera Lour., (1790), no type material known.
  - Musa ×sapientum var. sision Quisumb., (1919) = Musa ×paradisiaca L., (1753)
  - Musa ×sapientum var. suaveolens (Blanco) N.G.Teodoro, (1915) = Musa ×paradisiaca L., (1753)
  - Musa ×sapientum var. ternatensis (Blanco) N.G.Teodoro, (1915) = Musa ×paradisiaca L., (1753)
  - Musa ×sapientum f. thomsonii King ex Baker, (1893)= Musa thomsonii  (King ex Baker) A.M.Cowan & Cowan (1929)
  - Musa ×sapientum var. tombak (Blanco) N.G.Teodoro, (1915) = Musa ×paradisiaca L., (1753)
  - Musa ×sapientum subsp. troglodytarum (L.) Baker, (1893)=Musa troglodytarum  L. (1763)
  - Musa ×sapientum var. troglodytarum (L.) Baker, (1894), nom. illeg. =Musa troglodytarum  L. (1763)
  - Musa ×sapientum var. tudlong N.G.Teodoro, (1915) = Musa ×paradisiaca L., (1753)
  - Musa ×sapientum var. tuldoc N.G.Teodoro, (1915) = Musa ×paradisiaca L., (1753)
  - Musa ×sapientum var. violacea (Blanco) N.G.Teodoro, (1915), nom. illeg. = Musa ×paradisiaca L., (1753)
  - Musa ×sapientum var. violacea Baker, (1893) = Musa ×paradisiaca L., (1753)
  - Musa ×sapientum var. vittata (W.Ackm. ex Rodigas) Hook.f., (1863) = Musa ×paradisiaca L., (1753)
  - Musa schweinfurthii K.Schum. & Warb. (1900) = Ensete ventricosum  (Welw.) Cheesman (1947 publ. 1948)
  - Musa seemannii F.Muell., (1875) = Musa troglodytarum  L. (1763)
  - Musa seminifera Lour. (1790), no type material known.
  - Musa simiarum Miq., (1855) = Musa acuminata subsp. acuminata
  - Musa simiarum var. sylvestris Kurz, (1867)) = Musa ×paradisiaca L., (1753)
  - Musa simiarum var. violacea Kurz, (1867) = = Musa acuminata subsp. acuminata
  - Musa sinensis Sagot ex Baker, (1893), orth. var. = Musa acuminata subsp. acuminata
  - Musa speciosa Ten., (1829) = Musa ornata  Roxb. (1824)
  - Musa sumatrana Becc., (1880) = Musa acuminata var. sumatrana (Becc.) Nasution (1991)
  - Musa sundaica Nakai, (1948), no latin descr. = Musa acuminata subsp. acuminata
  - Musa superba Roxb., (1811) = Ensete superbum  (Roxb.) Cheesman (1947 publ. 1948)
  - Musa suratii Argent, (2000) = Musa lawitiensis var. suratii (Argent) Häkkinen (2006)
  - Musa sylvestris Colla, (1820), nom. superfl. = Musa seminifera Lour., (1790), no type material known.
  - Musa textilis var. amboinensis (Miq.) Baker, (1893) = Musa textilis  Née (1801)
  - Musa textilis var. liukiuensis (Matsum.) Matsum., (1934) = Musa balbisiana var. liukiuensis (Matsum.) Häkkinen (2008)
  - Musa textilis var. tashiroi Hayata, (1913) = Musa insularimontana  Hayata (1913)
  - Musa tikap Warb., (1903)  = Musa textilis  Née (1801)
  - Musa tomentosa Warb. ex K.Schum. (1900) = Musa acuminata var. tomentosa (Warb. ex K.Schum.) Nasution (1991)
  - Musa ×trichocarpa Nakai, (1948), no latin descr. = Musa ×paradisiaca L., (1753)
  - Musa troglodytarum var. acutibracteata MacDan., (1947) = Musa troglodytarum L. (1763)
  - Musa troglodytarum var. dolioformis Blanco, (1837) = Ensete glaucum  (Roxb.) Cheesman (1947 publ. 1948)
  - Musa troglodytarum var. errans Blanco, (1837) = Musa acuminata subsp. errans (Blanco) R.V.Valmayor (2001)
  - Musa troglodytarum var. rubrifolia Kuntze, (1891) = Musa ornata  Roxb. (1824)
  - Musa troglodytarum var. textoria Blanco, (1837) = Musa textilis  Née (1801)
  - Musa truncata Ridl., (1909) = Musa acuminata subsp. truncata (Ridl.) Kiew (2001)
  - Musa ulugurensis Warb. & Moritz, (1904) = Ensete ventricosum  (Welw.) Cheesman (1947 publ. 1948)
  - Musa uranoscopos Lour., (1790) = Musa troglodytarum  L. (1763)
  - Musa uranoscopos Colla, (1820), nom. illeg. = Musa troglodytarum  L. (1763)
  - Musa uranoscopus Seem., (1868), sensu auct. = Musa troglodytarum  L. (1763)
  - Musa ventricosa Welw., Apont.: 587 (1859) = Ensete ventricosum  (Welw.) Cheesman (1947 publ. 1948)
  - Musa ×vittata W.Ackm. ex Rodigas, (1862) = Musa ×paradisiaca L., (1753)
  - Musa wilsonii Tutcher, (1902) = Ensete wilsonii  (Tutcher) Cheesman (1947 publ. 1948)
  - Musa zebrina Van Houtte ex Planch., (1855) = Musa acuminata subsp. acuminata
  - Musa zebrina f. cerifera Backer, (1924) = Musa acuminata subsp. acuminata
  - Musa zebrina f. rutilipes Backer, (1924) = Musa acuminata subsp. acuminata